# جمهورية كرايينا الصربية
جمهورية كرايينا الصربية وهي منطقة حكم ذاتي في كرواتيا خاصة بالناطقين بالصربية، تأسس الإقليم في سنة 1991 بعد تفكك دويلات جمهورية يوغسلافيا الاشتراكية الاتحادية وذلك بعد إنتهاء حرب الاستقلال الكرواتية بإنسحاب القوات اليوغسلافية من كرواتيا، وانتهت في 1995 بعد هزيمة جيش صرب كرواتيا. يبلغ عدد سكان الجمهورية 453 ألف نسمة.